# خورشیدگرفتگی ۹ مه ۱۹۶۷
خورشیدگرفتگی ۹ مه ۱۹۶۷ (به انگلیسی: Solar eclipse of May 9, 1967) یک خورشیدگرفتگی از نوع خورشیدگرفتگی جزئی است. این خورشیدگرفتگی در تاریخ ۹ مه ۱۹۶۷ میلادی (‎۱۹ اردیبهشت ۱۳۴۶ خورشیدی) روی داد که زمان اوج آن، ساعت ۱۴:۴۲:۴۸ به‌وقت ساعت هماهنگ جهانی بوده‌است.